# Andorra-Sierra de Arcos
Andorra-Sierra de Arcos (in aragonese: Andorra-Sarra d'Arcos) è una delle 33 comarche dell'Aragona, con una popolazione di 11 165 abitanti; suo capoluogo è Andorra.
Amministrativamente fa parte della provincia di Teruel, che comprende 10 comarche.